# Couronne de Faustin Ier

La couronne de Faustin Ier est une couronne commandée par Faustin Soulouque pour son couronnement en tant qu'empereur d'Haïti en 1852. Considérée comme l'une des couronnes les plus luxueuses du monde, elle était conservée au Musée du Panthéon national haïtien jusqu'à la découverte de preuves de vandalisme sur cet objet.

## Histoire
Le 1er mars 1847, Faustin Soulouque, ancien esclave de la colonie de Saint-Domingue devenu général, est élu président de la république haïtienne par le Sénat. Ne désirant pas rester la marionnette de la classe dirigeante et puisant son inspiration dans le modèle napoléonien, le nouveau président renforce son pouvoir en éliminant ses ennemis politiques (notamment les mûlatres). Le 25 août 1849, il se fait nommer empereur d'Haïti par le Parlement dont les émissaires déposent une couronne en carton doré sur sa tête. Le nouvel empereur planifie son sacre pour le 18 avril 1852 (par la volonté d'avoir un prélat pontifical présent) et commande à cette occasion un costume semblable au costume de sacre de Napoléon Ier, deux couronnes (une pour lui et une pour l'impératrice) et divers autres objets qui seront fabriqués par le joailler parisien Arthus Bertrand. Tous ces objets coûteront très cher au nouvel Empire, dont les dépenses supporteront très mal les 750,000 francs dépensés pour un sacre finalement accessoire. Faustin n'hésite cependant pas à utiliser les revenus de l'État pour augmenter le luxe de ses bijoux.
Échouant dans ses tentatives de conquête de la République dominicaine, Faustin dut faire face à une révolte militaire lancée par Fabre Geffrard, duc de Tabara. Après plusieurs défaites face aux révolutionnaires et la perte de contrôle d'une grande partie du pays, l'empereur est contraint d'abdiquer le 15 janvier 1859 et s'exile avec sa famille en Jamaïque.
Lors de la restauration républicaine, le gouvernement confisca la couronne de Faustin Ier et la déposa dans un caveau de la Banque nationale d'Haïti. Ce n'est que dans les années 1970 que la couronne sera exposée au Musée du Panthéon national haïtien. Cependant, depuis la découverte en 2007 du vol de pierres précieuses de la couronne et leur remplacement par du strass, il fut décidé de la transporter dans un endroit inconnu pour la protéger.

Armoiries d'Haïti entre 1849 et 1859

## Description
Constituée d'or massif, de 720 diamants, 8 rubis, 8 saphirs, de grenats et d'émeraudes, la couronne de Faustin Ier est considérée comme une des couronnes les plus chères du monde. Elle consiste en un anneau décoré de joyaux et garni d'un rang de petits diamants sur sa bordure supérieure, surplombé d'un décor de 16 volutes. Sur ces dernières viennent se poser en alternance huit arches décorées de rangées de diamants et de pierreries et des aigles haitiennes couronnées (rappelant l'aigle impérial napoléonien) siégeant sur deux canons en sautoir. Le sommet de la couronne se referme en prenant la forme d'un palmier et porte un orbe crucigère bleu.